# Xian de Pujiang (Zhejiang)
Pour les articles homonymes, voir Pujiang.
Le xian de Pujiang (浦江县 ; pinyin : Pǔjiāng Xiàn) est un district administratif de la province du Zhejiang en Chine. Il est placé sous la juridiction administrative de la ville-préfecture de Jinhua.

## Démographie
La population du district était de 378 051 habitants en 1999.